# Geza Kuun

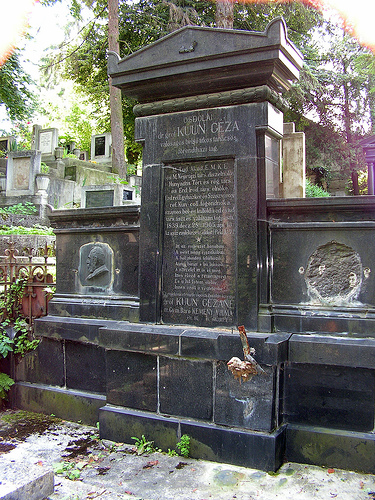
Pasztilla Nagrobek Gézy Kuuna na cmentarzu Házsongárd w Cluj, 2006.

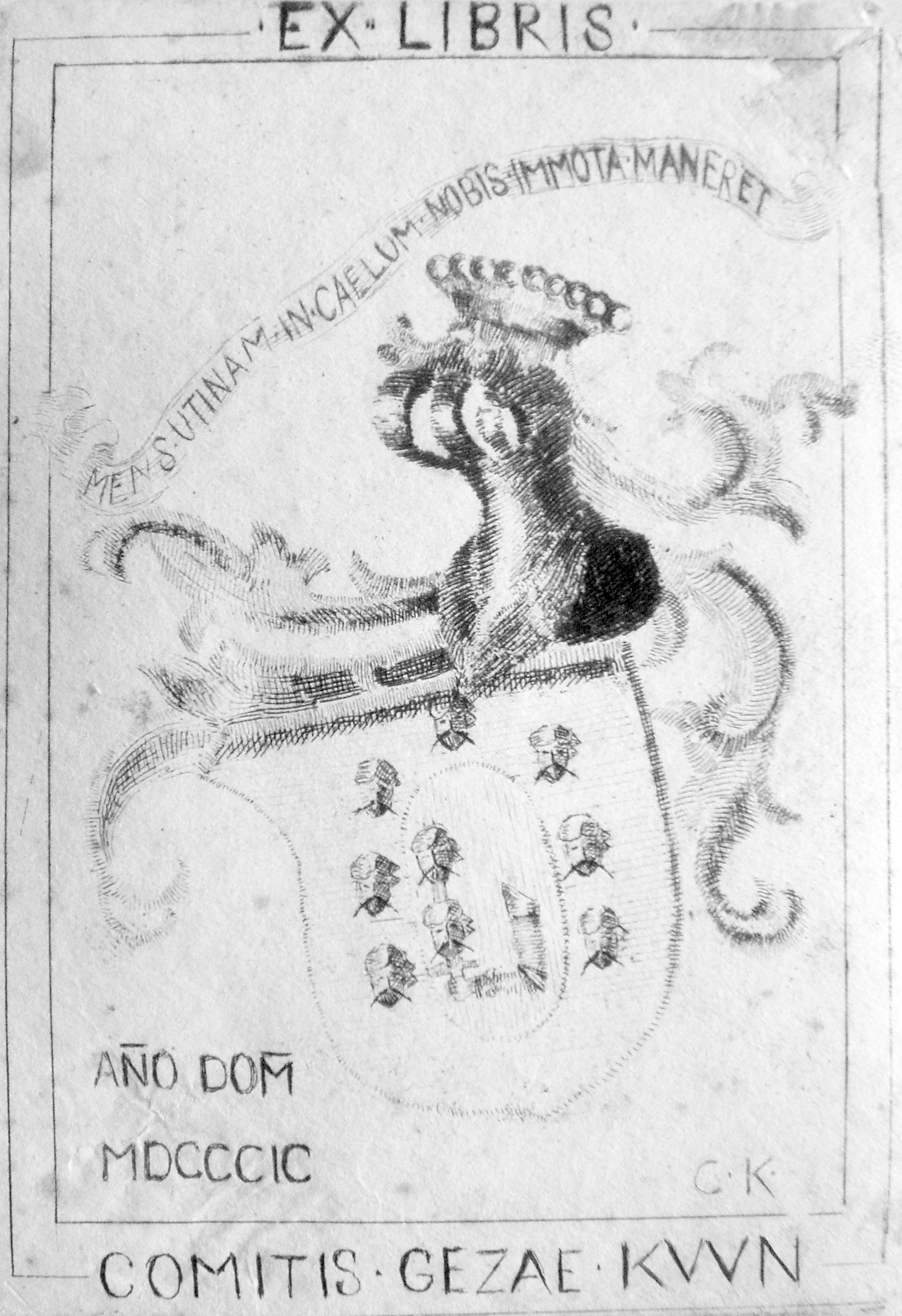
Geza Kuun Ekslibris, 1899.

 Geza Kuun (Géza Lajos Kuún z Ozsdola, węg. Kuun Géza) hrabia (ur. 29 grudnia 1838 w Sybinie, zm. 10 kwietnia 1905 w Budapeszcie) – węgierski lingwista, filolog, orientalista i podróżnik, członek Węgierskiej Akademii Nauk, główny administrator miejscowego Kościoła Ewangelicko-Reformowanego.

## Biografia
Jego rodzicami byli László Kuun z Ozsdola (1800–1881) i Gyula Constance (1802–1873). Z początku był kształcony w domu. W 1850 r. wyjechał do Pécs Szőnyi Institute w Peszcie, jednocześnie uczył się też u guwernera. Studiował filozofię i językoznawstwo na uniwersytetach Loránda Eötvösa w Peszcie i Getyndze. Z naukowego punktu widzenia zajmował się głównie językami semickimi: hebrajskim, arabskim i syryjskim, i innymi językami orientalnymi, zwłaszcza tureckim i perskim.

## Dzieła i aktywność
Spośród licznych dzieł wymieniane są:
- A kunok nyelvéről és nemzemtiségéről (O języku i narodowości Kumanów, 1885)
- Ismereteink Tibetről (Wiadomości o Tybecie, 1900)

Był wydawcą:
- Codex Cumanicus (1880)
- Keleti kútfőket (Źródła orientalne, 1892–1895)[7]

a także rękopiśmiennego śpiewnika, zwanego od jego nazwiska:
- Kuun-kódex[8]

Poza tym znany jest ze swojej obfitej korespondencji m.in. z Angelo de Gubernatisem i Władysławem Tarnowskim.